# Seconde bataille de Tripoli
Ne pas confondre avec Première bataille de Tripoli
Guerre civile libyenne de 2011
Batailles
- 1re Benghazi
- El Beïda
- Derna
- 1re Tripoli
- Misrata
- 1re Zaouïa
- Djebel Nefoussa (1re Dehiba
- 2e Dehiba
- Gharyan)
- 1re Brega
- 1re Ras Lanouf
- 1re Ben Jawad
- 2e Ras Lanouf
- 2e Brega
- 1re Ajdabiya
- 2e Benghazi
- 2e Ajdabiya
- 1re golfe de Syrte
- 3e Brega
- Al Jawf
- Front de Misrata (Zliten
- Tawarga
- 2e Zaouïa
- 4e Brega
- Fezzan
- Birak)
- 5e Brega
- 3e Zaouïa
- 2e Tripoli
- 2e Sebha
- 2e golfe de Syrte (Syrte)
- Offensive de Bani Walid (Tarhounah - Bani Walid)

- Intervention militaire de l’OTAN
- Opération Ellamy (Royaume-Uni)
- Opération Harmattan (France)
- Opération Odyssey Dawn (États-Unis)
- Opération Mobile (Canada)

La seconde bataille de Tripoli ou opération aube de la sirène est un affrontement pour la prise de la capitale libyenne par les troupes insurgées dans le cadre de la guerre civile libyenne, celles-ci s'opposant aux forces kadhafistes. Cette bataille a commencé au soir du 20 août 2011 avec un soulèvement des citadins, après l'assaut des forces rebelles dans la nuit qui suit elles progressent rapidement du 21 au 24 août, la bataille se concentrant ensuite autour des poches de résistance kadhafistes jusqu'au 27 août, date à laquelle Tripoli semblait entièrement contrôlée par les rebelles.
Les rebelles ont donné à cette attaque le nom de code « opération aube de la sirène » (arabe : عملية فجر عروسة البحر ʼamaliyyat fajr 'arūsat el-baḥr). Le surnom de Tripoli est « la sirène » (arabe : عروسة البحر ʼarūsat el-baḥr, littéralement, « l'épouse de la mer »).

## Contexte

Situation militaire en Tripolitaine à la veille de la bataille.

Sur le plan militaire, les forces rebelles s'approchent fortement de Tripoli depuis quelques jours : les 13 et 14 août, ils attaquent Gharyan au sud de la capitale, ainsi que Zaouïa et Sorman à l'ouest, menaçant ainsi de couper deux importantes voies d'accès à Tripoli ; le 18 août, les rebelles contrôlent Gharyan, Sabratha, et un axe routier stratégique, privant ainsi Tripoli de sa voie principale d'approvisionnement depuis la Tunisie, ce qui permet à Moustafa Abdel Jalil, chef du Conseil national de transition, de résumer ainsi la situation : « L'étau se resserre autour de Tripoli, depuis les montagnes de l'Ouest, à Sorman, à Zaouïa et sur le flanc est de Tripoli. » ; les 19 et 20 août, les rebelles sont en effet victorieux à l'ouest de Tripoli à Zaouïa, où se trouve la dernière raffinerie pétrolière du pays en état de fonctionnement, et à l'est à Zliten.
La presse parle alors de Tripoli comme en « état de siège »,.
Sur le plan politique, le pays est confronté depuis six mois à un état de conflit de pouvoir opposant Mouammar Kadhafi et ses partisans à une insurrection armée issue notamment des villes de Benghazi et de Misrata, cette insurrection étant représentée politiquement par le Conseil national de transition (CNT), organe reconnu par plusieurs pays occidentaux mais pas encore à la veille de la seconde bataille de Tripoli par l'ensemble de la communauté internationale.

## Forces en présence
Du côté des forces rebelles se trouvent d'une part les combattants des fronts Est et Ouest qui avaient pris les villes autour de Tripoli pour pouvoir lancer l'assaut de la capitale, et d'autre part des combattants de Misrata qui ont rejoint la capitale par la mer le 21 août, ainsi que la brigade de Tripoli dite « Katiba Tripoli », un groupe de 500 à 1 000 hommes, constitué de bi-nationaux vivant à l'étranger et de Tripolitains qui ont fui leur ville après le soulèvement de Tripoli en février. Cette brigade s'est entraînée spécialement pour cette opération « Sirène ».
Ils sont appuyés par des attaques aériennes des forces de l'Otan dans le cadre de l'intervention militaire de 2011 en Libye (voir la carte du déploiement des forces de l'Otan). De plus, des commandos français et britanniques épaulent au sol les forces rebelles,,.
La brigade du 17 février, transportée au Djbel Nefoussa par pont aérien, a été formée et armée au Qatar. Elle est dirigée par l'islamiste Abdelhakim Belhadj.
Du côté loyaliste se trouve d'une part les forces libyennes kadhafistes, c'est-à-dire les unités anciennes de l'armée libyenne qui n'ont pas rejoint la rébellion, mal entraînées et mal équipées car Kadhafi craignait un coup d'État, accompagnées des forces spéciales plus opérationnelles et dirigées par les fils de Kadhafi ; et d'autre part de nouvelles unités constituées spécialement pour réprimer l'insurrection, avec des mercenaires et des soldats de pays amis comme le Tchad. La katiba chargée de la défense de la ville comptait 3 800 hommes dont, selon un proche de Khadafi, seuls 160 ont combattu à la suite de la « trahison de leur chef ».

## Front militaire

### Progression rapide des rebelles
Le samedi 20 août 2011, à Tripoli, au moment des premiers bombardements de l'OTAN et de l'appel du soir diffusé par haut-parleurs des mosquées, un soulèvement est lancé en soirée dans les banlieues Est de Souq al-Jomaa et Tajoura et dans les quartiers de Fashloum, Fournaj, Sabah, Ghoud al-Shayal, Hanshir and Dahra. Des commandos insurgés venus de Misrata débarquent sur une plage de Tripoli. Un premier groupe 200 hommes aidé par le Commando Hubert puis plusieurs autres groupes entre en action. Cette opération du Service Action de la Direction générale de la Sécurité extérieure et du Special Air Service britannique a été menée avec des Qataris et probablement des Emiratis et des premiers coups de feu sont alors entendus dans la capitale,,.
Dans la nuit, l'OTAN continue son bombardement de la ville,. Au sol, les combats sont intenses. Les forces rebelles paraissent progresser rapidement.[réf. nécessaire]
Dans l'après-midi du dimanche 21 août 2011, le Conseil national de transition (CNT) annonce que les forces rebelles sont au cœur de la capitale Tripoli et que les loyalistes sont pris en étau entre :
- une partie des forces rebelles qui est arrivée par la mer, notamment en provenance de l'enclave côtière de Misrata[33] ;
- une autre partie provient notamment du front du Djebel Nefoussa à 50 kilomètres de Tripoli, où un aérodrome improvisé a été construit[34]. Et ils s'étaient récemment emparées de la ville de Zaouïa (située à 40 km de la capitale)[35]. Les troupes de Abdelhakim Belhadj s'emparent de la caserne Khamis, principal verrou loyaliste de la capitale à l'ouest, et de son important stock d'armes[21].

Dès le lundi 22 août 2011, les rebelles affirment avoir pris possession et contrôler seuls la quasi-totalité de Tripoli (soit 80 à 90 % de la capitale) et ils paradent sur la Place Verte, symbole du pouvoir du « Guide », le Colonel Kadhafi. Ils la renomment Place des Martyrs,.
On peut considérer comme le point culminant de la progression militaire rapide des rebelles la journée du mardi 23 août 2011 qui est finalement marquée par la prise du quartier général de Kadhafi à Bab al-Azizia, qui est totalement pillé par les forces rebelles.
Alors que les rebelles annoncent qu'il ne reste que quatre ou cinq petites poches de résistance loyalistes et que leur victoire est une question d'heures, ils sont toujours confrontés à d'importants groupes de combattants loyalistes qui se déplacent dans les rues tripolitaines, ainsi qu'à des snipers postés sur les toits.

### Suite des combats dans la capitale
Le mercredi 24 août 2011, les combats font à nouveau rage à l'intérieur du complexe de Bab al-Azizia : les rebelles qui en avaient pris le contrôle la veille sont maintenant à leurs tour la cible d'incursions des loyalistes et de tirs de l'artillerie. Les soldats kadhafistes seraient notamment basés dans le quartier d'Abou Slim et dans les espaces arborés proche du zoo de Tripoli et du Quartier Général partiellement détruit du Colonel Khadafi.
Le jeudi 25 août 2011, les combats persistants, les rebelles tentent d'installer des checkpoints dans la ville de Tripoli et cherchent à capturer les chefs kadhafistes afin de décourager leurs soldats ennemis.[réf. nécessaire] En fin de journée, les insurgés donnent l'assaut du quartier d'Abou Slim, fouillant les habitations pour en chasser les tireurs embusqués ; d'autre part des combats intenses ont lieu avec pour enjeu deux bâtiments contrôlés jusqu'ici par les loyalistes à proximité du complexe de Bab Al-Azizia

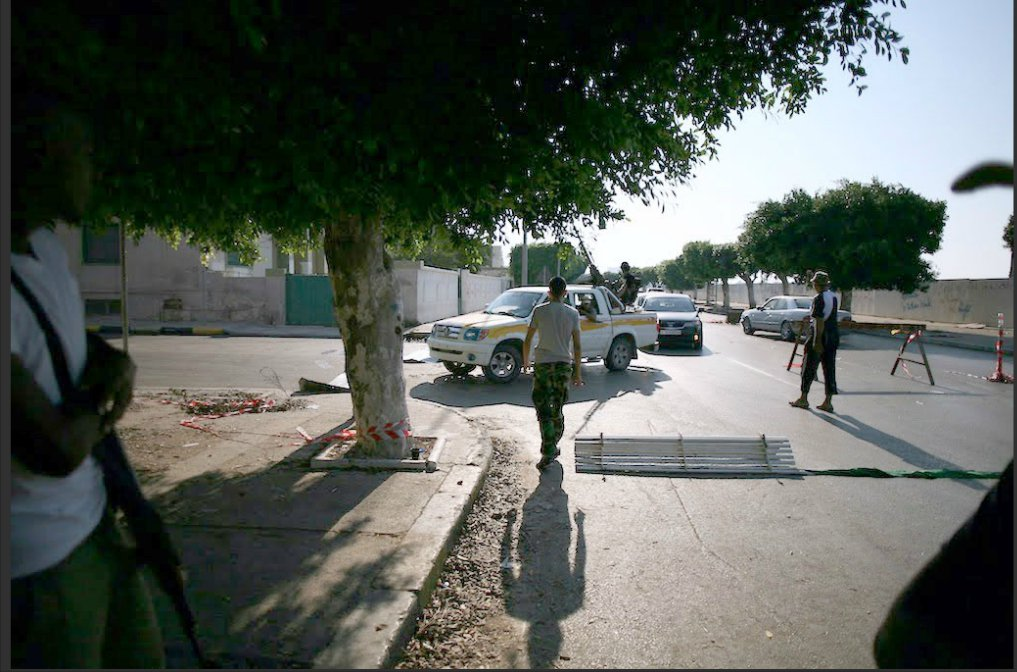
Checkpoint de rebelles, 26 août 2011.

Le vendredi 26 août 2011, le quartier d'Abou Salim est passé sous le contrôle des insurgés, tandis que les combats se poursuivent dans celui de Ghargour.
Le samedi 27 août 2011, l'un des quartiers de la capitale encore aux mains des kadhafistes, celui de Qasr ben Gahchir, situé près de l'aéroport international, tombe selon les rebelles presque entièrement entre leurs mains.
Les frappes de l'OTAN à Tripoli cessent le 28 août 2011 et les combats s'interrompent (ou du moins s'estompent ?) dans la capitale[réf. nécessaire]. C'est la fin de la bataille de Tripoli.

## Guerre médiatique
La seconde bataille de Tripoli, entre les rebelles libyens et leurs alliés de l'Otan contre les forces kadhafistes, localisée sur le territoire libyen, se double d'une guerre de communication médiatique de niveau international.
Tandis que les rebelles affirment avancer rapidement dès le premier jour des combats, (voir par exemple cette vidéo publiée le 22 août sur le média officiel américain Voice of America), Moussa Ibrahim, le numéro 2 du régime de Kadhafi, affirme sur la chaîne libyenne loyaliste qu'il n'y a eu que quelques troubles provenant de l'extérieur, et qu'ils ont été maîtrisés en une demi-heure. Les chaînes de télévision Al Jazeera du Qatar et Al-Arabiya des Émirats arabes unis, annoncent que la brigade chargée de la garde personnelle de Kadhafi se serait rendue. L'information est aussitôt relayée par les médias occidentaux,,, sans que cette information puisse être confirmée.
Dans le même temps, les habitants de Tripoli auraient reçu sur leurs portables des SMS les engageant à participer à la défense du régime kadhafiste. Hala Misrati, une présentatrice de la chaîne de télévision d'État a déclaré en brandissant théâtralement un pistolet à l'antenne : « Je tuerai ou mourrai. » L'un des fils de Kadhafi avait conclu un discours sur la télévision officielle en affirmant que le régime « n'abandonnerait pas la bataille ».
Le mardi 23 août 2011, l'OTAN lance des tracts de propagande sur la ville de Tripoli (voir leur contenu).
Des informations contradictoires circulent sur le sort de Mouammar Kadhafi et de son entourage. Bien que la rébellion annonce la capture de Saïf al-Islam Kadhafi, confirmée par la Cour pénale internationale, puis de deux autres de ses frères, ceux-ci sont ensuite vu libres, la rébellion affirmant qu'ils se sont échappés. Saïf Kadhafi dément avoir été capturé et affirme devant les journalistes de l'hôtel Rixos : « je suis là pour balayer les rumeurs » et « nous faisons face à une guerre électronique de désinformation ». En parallèle, des rumeurs circulent sur la position de Kadhafi : par exemple, le 24 août, certains annoncent qu'il a fui au Venezuela alors que le 26 août, l'Élysée affirme que Kadhafi aurait été localisé à Syrte, un des derniers bastions du régime.
Des discours de Mouammar Kadhafi sont diffusés tous les jours. En réponse, le CNT met à prix la tête de Mouammar Kadhafi pour 1,7 M $, mort ou vif. Cette somme serait financée par des hommes d'affaires libyens. Les rebelles annoncent que « les membres du cercle rapproché de Kadhafi qui le tueront ou le captureront [auront] l'amnistie garantie par le peuple,, ».
Alors que dans une conférence de presse Oana Lungescu, la porte-parole de l'OTAN, affirme à deux reprises qu'elle agit uniquement dans le cadre du mandat de l'ONU, certains observateurs jugent que le rôle militaire de l'OTAN a dépassé la simple protection des civils, notamment dans le déploiement au sol de forces spéciales et dans l'aide aux rebelles en dehors de la simple protection des civils,. Sur ce dernier point, Anders Fogh Rasmussen, le secrétaire générale de l'OTAN, répond : « il n’entre pas dans notre mandat de cibler le colonel Kadhafi en tant qu’individu. Mais, naturellement, afin de protéger efficacement la population, nous avons dû frapper les centres de commandement, car ils peuvent être utilisés pour planifier et organiser les attaques contre les civils. J’affirme donc que nous avons conduit nos opérations en stricte application du mandat de l’ONU ».
Certains activistes anti-américains et favorables au régime kadhafiste vont jusqu'à affirmer que des informations qu'ils relaient prouvent que la rébellion est commandée par l'OTAN dans le but d'occuper la Libye et ne représente pas la volonté populaire,. Ainsi, ils considèrent les commandos ou les forces spéciales françaises et britanniques présentes aux côtés des insurgés, comme une force d'occupation, ce qui violerait la résolution de l'ONU.

## Pertes et dégâts

### Pertes humaines

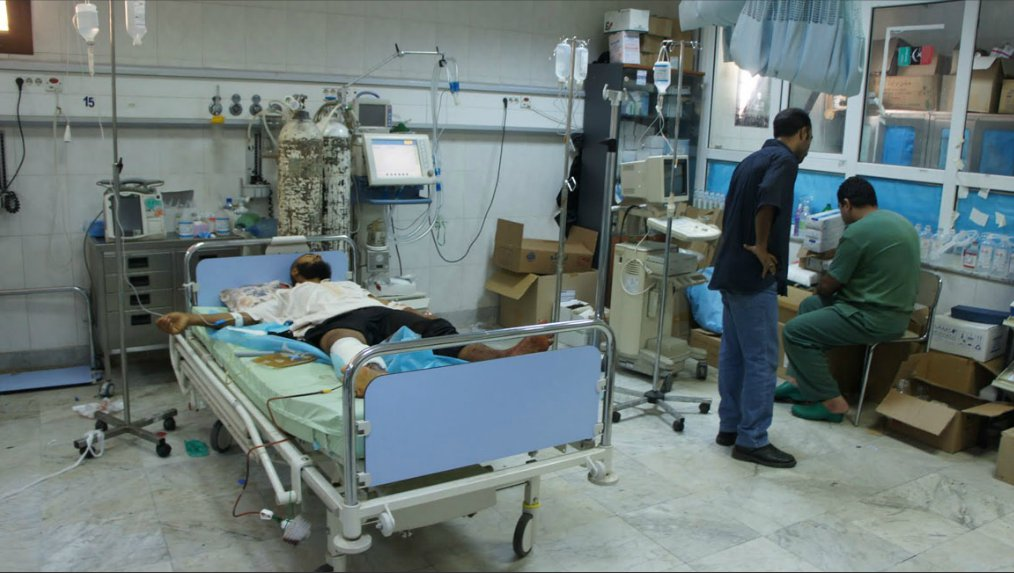
Combattant hospitalisé à Tripoli.

Dans la soirée du 22 août 2011, les pertes dans les deux camps lors de la seconde bataille de Tripoli, selon un officiel libyen, seraient estimées à 376 morts et un millier de blessés.
Le même jour, le porte-parole du régime kadhafiste, Moussa Ibrahim, ainsi que des observateurs à Tripoli[réf. à confirmer] indiquent, quant à eux, que l'offensive des rebelles aurait fait au moins 1 300 morts et 5 000 blessés dans la capitale.
Le 23 août, Moustafa Abdel Jalil, président du Conseil national de transition, indique à la chaîne de télévision France 24 que le bilan non définitif serait selon le CNT de 400 morts et 2 000 blessés en 3 jours.

### Pertes matérielles
Dans la nuit du samedi 20 août au dimanche 21, l’Otan confirme avoir détruit 22 objectifs militaires au cours d'un intensif et massif bombardement de la région de Tripoli qui a détruit entre autres des radars, des véhicules armés et des centres de commandement appartenant aux forces kadhafistes[réf. à confirmer].
Ensuite, pendant l'offensive de l'Otan du 20 au 24 août, et selon son journal quotidien, les frappes de ses navires, avions, hélicoptères et drones sur la capitale libyenne ont touché :
| Frappes de l'OTAN du 20 au 27 août 2011 | Frappes de l'OTAN du 20 au 27 août 2011                          | Frappes de l'OTAN du 20 au 27 août 2011 | Frappes de l'OTAN du 20 au 27 août 2011                          | Frappes de l'OTAN du 20 au 27 août 2011 | Frappes de l'OTAN du 20 au 27 août 2011                                                                | Frappes de l'OTAN du 20 au 27 août 2011 |
| Date                                    | Missiles et lance-missiles                                       | Chars                                   | Véhicules                                                        | Radars                                  | Bâtiments                                                                                              |                                         |
| --------------------------------------- | ---------------------------------------------------------------- | --------------------------------------- | ---------------------------------------------------------------- | --------------------------------------- | --- | --------------------------------------- |
| 20 août                                 | 1 Missile sol-sol 7 Missiles sol-air 2 lance-roquettes multiples |                                         | 2 technicals 2 véhicules blindés de combat (VBC)                 | 1 Radar                                 | 3 Installations militaires 1 installation de stockage militaire 3 nœuds de commandement et de contrôle |                                         |
| 21 août                                 | 9 Lance-missiles sol-air                                         | 1 Char                                  | 2 Technicals                                                     | 2 Radars                                | 3 Installations de commandement et de contrôle 1 installation militaire                                |                                         |
| 23 août                                 | 3 missiles sol-air                                               |                                         | 2 véhicules de combat blindés 2 camions militaires de logistique | 1 radar                                 | |                                         |
| 24 août                                 | 1 lance-roquettes multiple                                       |                                         | 1 camion militaire de logistique                                 | 2 radars                                | 2 installations de stockage militaire                                                                  |                                         |
| 25 août                                 | 1 missile sol-air 1 lance-missiles sol-air                       |                                         |                                                                  |                                         | 1 nœud de commandement et de contrôle                                                                  |                                         |
| 26 août                                 | 1 lance-missiles sol-sol                                         |                                         |                                                                  |                                         | 2 installations militaires 1 entrepôt militaire                                                        |                                         |
| 27 août                                 | 1 lanceur de missiles sol-air                                    |                                         |                                                                  |                                         | |                                         |
| Total                                   | 27                                                               | 1                                       | 11                                                               | 6                                       | 17 |                                         |

Pour le 25 août 2011, l'OTAN annonce dans son communiqué quotidien avoir détruit dans Tripoli et sa périphérie: une installation de commandement et de contrôle, une installation lance missile sol-air, et un lance missile sol-air.
Le jeudi 26 août, selon un journaliste d'Euronews, les soldats du Colonel Kadhafi auraient détruit six avions avant de quitter l’aéroport international de Tripoli. Par ailleurs, les forces kadhafistes ne semblent pas avoir communiqué d'inventaire des pertes du côté loyaliste et des pertes infligées aux forces rebelles.
Au 27 août, et après la bataille de Tripoli, l’inventaire provisoire des pertes matérielles du côté de la coalition de l’OTAN, à la suite de ses 22 000 sorties aériennes sur le territoire libyen, au cours de la guerre civile libyenne serait proche de zéro[réf. à confirmer].

## Situation humanitaire

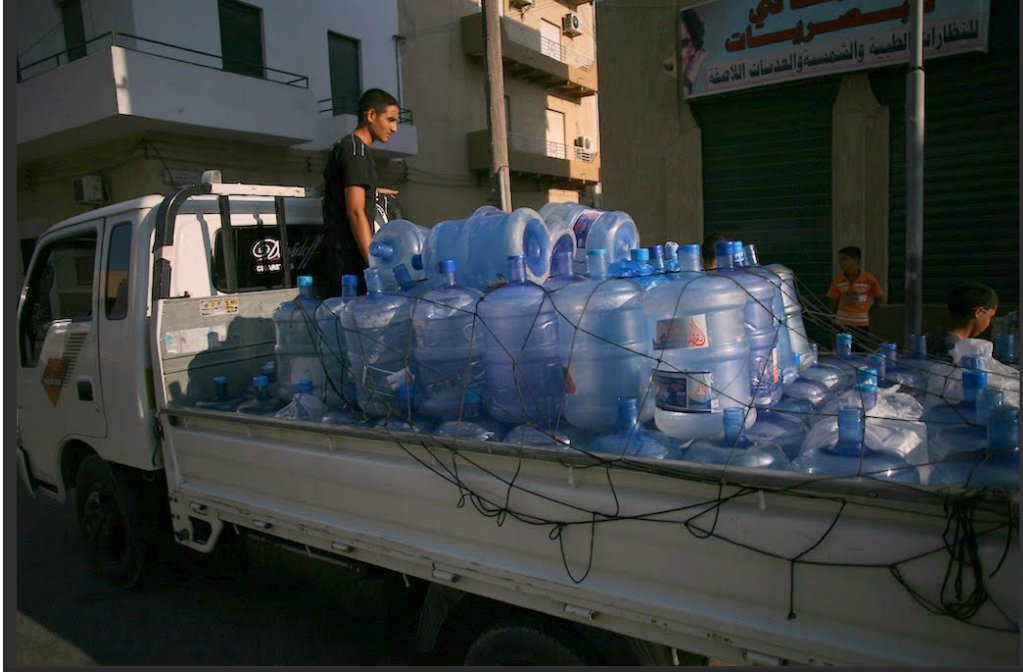
Vendeur d'eau à Tripoli.

En plus d'un manque d'eau courante, l'électricité est erratique. De longues files d'attente se forment pour le pain et l'essence. Le gaz canalisé a même cessé d'atteindre les cuisines des maisons de la ville.  Les habitants de Tripoli achètent de l'eau en bouteille et cuisinent sur des fours au charbon[réf. à confirmer],[réf. à confirmer].

## Réactions internationales

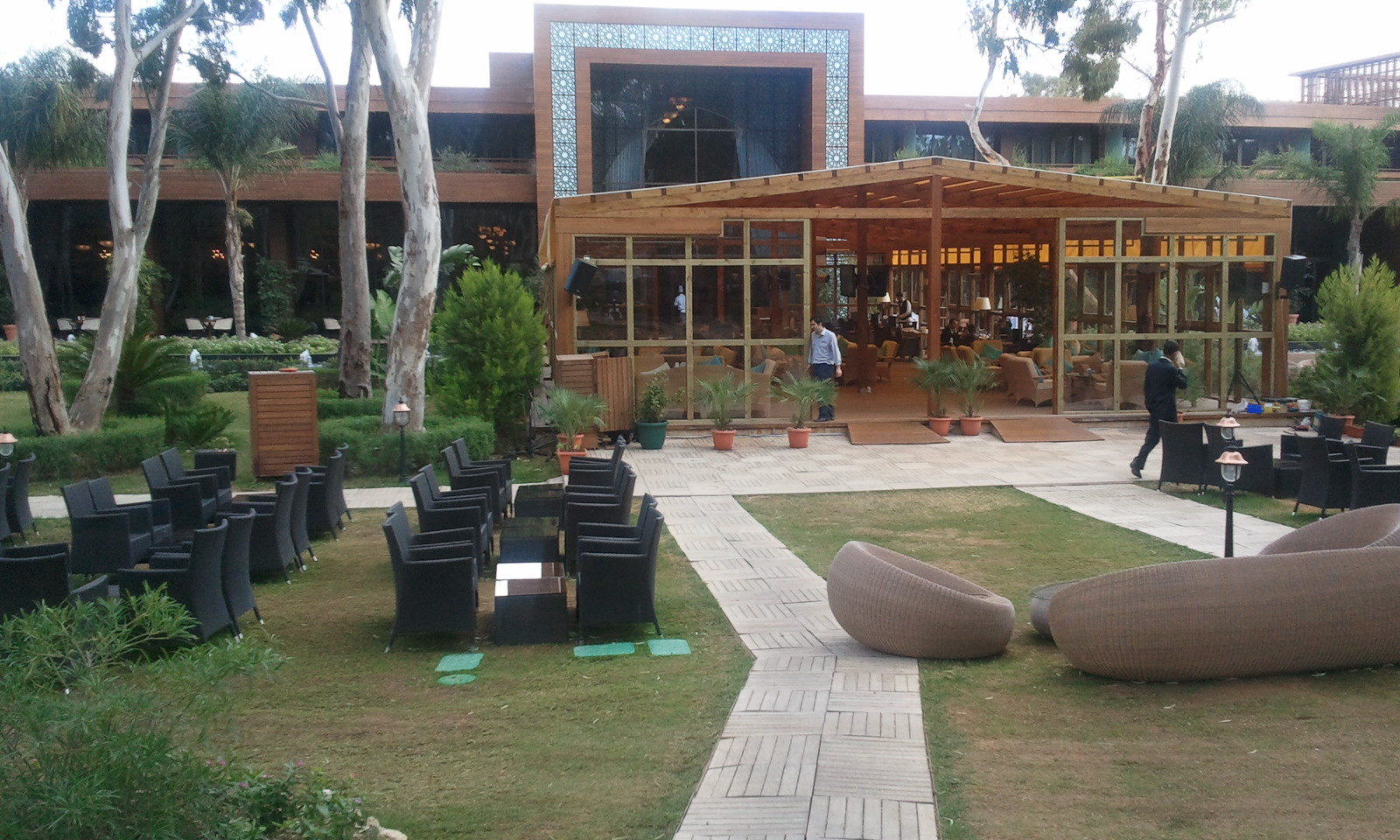
Hôtel Rixos de Tripoli où plus de 30 journalistes ont été bloqués plusieurs jours.

Dès le 22 août, soit peu après le début de la bataille de Tripoli, Nicolas Sarkozy, président de la France (premier pays à avoir légitimé le CNT et le plus important intervenant militaire en terre libyenne) a initié de concert avec Mahmoud Jibril, une réunion extraordinaire à Paris avec les chefs du CNT. Concernant l'objet de cette réunion, Sarkozy a déclaré: « nous sommes déterminés à nous engager à ses côtés [du CNT] ».
Le lendemain mardi 23 août, et après la prise du quartier général de Kadhafi, la presse française salue aussitôt la fin de son régime. Mais elle s'interroge déjà sur l'avenir incertain de la Libye et de sa capitale, ainsi que sur les capacités du CNT à gérer cet avenir.
Néanmoins, l'avancée des forces pro-rebelles dans la capitale libyenne est considérée par nombre de médias occidentaux comme le triomphe du Conseil national de transition libyen et de ses alliés.
L'entrée des forces pro-rebelles est alors marquée par des ralliements empressés de plusieurs gouvernements, à l'image de la Tunisie ralliée dès le 21 août.
Le 24 août, ce sont l'Éthiopie et le Nigeria qui se rallient à la cause du Conseil national de transition consacré représentant du peuple libyen.
À ce jour, c'est une trentaine d'États sur les 193 États membres de l'Organisation des Nations unies qui ont reconnu le CNT comme gouvernement de la Libye.
Le 25 août, le président du CNT, Abdeljalil exprime sa plus profonde gratitude aux pays de l'OTAN participant aux opérations militaires. Il se dit désireux de les récompenser en priorité lors de la reconstruction de la Libye. Dès le 23 août, la porte-parole de l'OTAN avait envisagé un éventuel futur rôle de l'OTAN en Libye mais le 27 août, le secrétaire général de l'organisation rejette ce rôle.
Des représentants de la firme pétrolière italienne ENI s'étaient rendus en Libye dès le 22 août pour discuter des contrats pétroliers et gaziers.
L'organisation de la Ligue arabe se rallie alors elle aussi à la cause du CNT et de ses alliés.
En cette journée, ce sont 45 pays sur 193 pays  du monde qui ont reconnu le Conseil national de transition (CNT) comme instance dirigeante de la rébellion libyenne.
Mais le processus de ralliement n'est pas unanime. Ainsi, le 26 août, l'Union africaine décide de ne pas reconnaître le CNT en raison des combats et des risques d'exactions, le président sud-africain Jacob Zuma concluant : « Donc nous ne pouvons pas (...) dire que [ce gouvernement] est légitime pour le moment » tout en proposant un plan de paix d'urgence où un nouveau conseil de transition inclurait des membres kadhafistes.